# Las Cruces
Las Cruces és una població dels Estats Units i seu del comtat de Doña Ana a l'estat de Nou Mèxic. Segons el cens del 2009 tenia 93.570 habitants.

## Demografia
Segons el cens del 2000, Las Cruces tenia 74.267 habitants, 29.184 habitatges, i 18.123 famílies. La densitat de població era de 550,5 habitants per km².
Dels 29.184 habitatges en un 30,4% hi vivien nens de menys de 18 anys, en un 42,3% hi vivien parelles casades, en un 15,1% dones solteres, i en un 37,9% no eren unitats familiars. En el 27,9% dels habitatges hi vivien persones soles el 8,9% de les quals corresponia a persones de 65 anys o més que vivien soles. El nombre mitjà de persones vivint en cada habitatge era de 2,46 i el nombre mitjà de persones que vivien en cada família era de 3,05.
Per edats la població es repartia de la següent manera: un 25,1% tenia menys de 18 anys, un 16% entre 18 i 24, un 26,9% entre 25 i 44, un 19% de 45 a 60 i un 13,1% 65 anys o més.
L'edat mediana era de 31 anys. Per cada 100 dones de 18 o més anys hi havia 91 homes.
La renda mediana per habitatge era de 30.375$ i la renda mediana per família de 37.670$. Els homes tenien una renda mediana de 30.923$ mentre que les dones 21.759$. La renda per capita de la població era de 15.704$. Aproximadament el 17,2% de les famílies i el 23,3% de la població estaven per davall del llindar de pobresa.

## Poblacions més properes
El següent diagrama mostra les poblacions més properes.